# 안칸 천황
안칸 천황(일본어: 安閑天皇 안칸 텐노[*], 466년 ~ 536년 1월 25일)은 일본의 제27대 천황(재위 : 531년 3월 10일 ~ 535년 12월 17일)이다. 이름은 마가리노오오에노미코(勾大兄皇子)《일본서기》이다. 일본식 시호는 히로쿠니오시타케카나히노미코토(広国押建金日命《고사기》, 広国押武金日天皇《일본서기》)이다.
그는 6세기 초반에 다스렸다. 《고사기》에 따르면 안칸 천황은 게이타이 천황의 장남으로 그가 66세 때 게이타이 천황이 그를 선호하여 양위하였다. 그는 약 4년 다스렸다. 그의 치세에서 중요한 사건은 일본 도처에 국가의 곡물 창고를 건설한 것이었다.

## 가족 관계

### 선대
- 조부 : 히코우시 왕(彦主人王, ? - ?)
- 조모 : 후리히메(振媛, ? - ?)
  - 아버지 : 일본 제26대 게이타이 천황 (継体天皇, 450 - 531)
- 외조부 : 오와리노무라지 구사카(尾張連草香, ? - ?)
  - 어머니 : 오와리노메노코히메(尾張目子姫)
    - 동생 : 일본 제28대 센카 천황(宣化天皇, 467 - 539)

### 후손
- 장인 : 일본 제24대 닌켄 천황(仁賢天皇, 450 - 487)
- 장모 : 누카키미노이라쓰메(糠君娘, ? - ?)
  - 황후 : 황녀 가스가노야마다(春日山田, ? - ?)
- 장인 : (許勢男人, ? - ?)
  - 왕비 : 사테히메(紗手媛, ? - ?)
  - 왕비 : 가카리히메(香香有媛, ? - ?)
- 장인 : 모노노베노 이타비(物部木蓮子, ? - ?)
  - 왕비 : 야카히메(宅媛)

| 전 임 게이타이 천황 | 제27대 일본 천황 531년 3월 10일 ~ 535년 12월 17일 | 후 임 센카 천황 |

## 같이 보기
- 일본 천황